# Claudia Hartl
Claudia Hartl (* 1992 in Steyr, Oberösterreich) ist eine ehemalige österreichische Skibobfahrerin. Sie gewann zwischen 2016 und 2018 sieben Goldmedaillen bei Weltmeisterschaften und 2016/17 den Skibob-Gesamtweltcup.

## Biografie
Claudia Hartl stammt aus Sierning und begann im Alter von acht Jahren mit dem Skibobsport. Sie wechselte 2009 vom ASKÖ Schibob Club (SBC) Steyr zur Schibob Union (SBU) Linz und trainierte mit Unterstützung ihres Vaters Peter Schneider vor allem im Skigebiet Hinterstoder-Höss.
Nach internationalen Erfolgen im Schülerbereich gab Hartl am 26. Jänner 2008 in Aigen im Mühlkreis ihr Debüt im Skibob-Weltcup und fuhr als Achte auf Anhieb unter die Punkteränge. Bei ihren ersten Juniorenweltmeisterschaften in Deštné v Orlických horách gewann sie die Bronzemedaille im Super-G. Im folgenden Winter klassierte sie sich in der Weltcup-Gesamtwertung erstmals unter den besten zehn und holte bei den Juniorenweltmeisterschaften in Bischofsmais dreimal Gold sowie Silber im Riesenslalom. Mitte Februar 2011 bestritt sie in Nauders ihre ersten Weltmeisterschaften und belegte die Ränge fünf und sieben in Slalom und Riesenslalom. Bei den folgenden Juniorenweltmeisterschaften in Lungötz gewann sie Gold im Super-G sowie drei weitere Silbermedaillen. In ihrer ersten vollen Weltcup-Saison gelangen ihr gleich vier Podestplätze, darunter ein zweiter Platz im Slalom von Brenna. Im Gesamtweltcup wurde sie Dritte. Bei den Weltmeisterschaften in Deštné verpasste sie als Riesenslalom- und Slalomvierte jeweils nur knapp ihren ersten Medaillengewinn. Nachdem Hartl im Jänner 2013 im Slalom von Deštné ihren ersten Weltcupsieg gefeiert hatte, gewann sie ein Jahr später in Spital am Semmering mit Bronze in der Kombinationswertung ihre erste WM-Medaille.
2015/16 gelang Hartl der Durchbruch an die Weltspitze. Bei den Weltmeisterschaften in Deštné gewann sie im Super-G überraschend ihren ersten Titel und entschied auch den Riesenslalom und die Kombination für sich. Lediglich in ihrer Lieblingsdisziplin Slalom musste sie sich Stanislava Preclíková geschlagen geben und mit Silber begnügen. Im Gesamtweltcup wurde sie hinter der Tschechin Zweite. Den folgenden Weltcup-Winter beendete sie nach sechs Siegen punktegleich mit ihrer Landsfrau Lisa Zaff als Gesamtsiegerin. Bei den Weltmeisterschaften in Grächen konnte sie alle drei Titel verteidigen und gewann im Slalom – diesmal hinter Silvia Steininger – erneut Silber. 2018 dominierte sie die österreichischen Meisterschaften am Hochficht, bestritt aber nur vier Weltcup-Rennen. Im Rahmen der Weltmeisterschaften in Lenggries gewann sie im Super-G zum dritten Mal hintereinander Gold und holte auch in den drei anderen Disziplinen wieder Medaillen. Ende Jänner 2019 fuhr sie im Val d’Arly ihre letzten beiden Rennen im Weltcup.
Während sie im Skibobsport aktiv war, arbeitete Hartl bei einem Bekleidungsgeschäft im Büro.

## Erfolge

### Weltmeisterschaften
- Nauders 2011: 5. Slalom, 7. Riesenslalom
- Aigen im Mühlkreis/Deštné v Orlických horách 2012: 4. Riesenslalom, 4. Slalom, 5. Super-G, 5. Kombination
- Bad Hofgastein 2013: 4. Super-G, 5. Riesenslalom
- Spital am Semmering 2014: 3. Kombination, 4. Super-G, 4. Riesenslalom, 5. Slalom
- Deštné v Orlických horách 2016: 1. Super-G, 1. Riesenslalom, 1. Kombination, 2. Slalom
- Grächen 2017: 1. Super-G, 1. Riesenslalom, 1. Kombination, 2. Slalom
- Lenggries 2018: 1. Super-G, 2. Riesenslalom, 3. Slalom, 3. Kombination

### Weltcup-Platzierungen
| Saison  | Platz | Punkte |
| ------- | ----- | ------ |
| 2007/08 | 14.   | 1      |
| 2008/09 | 8.    | 24     |
| 2009/10 | 12.   | 3      |
| 2010/11 | 9.    | 21     |
| 2011/12 | 3.    | 68     |
| 2012/13 | 4.    | 91     |
| 2013/14 | 8.    | 10     |
| 2014/15 | 6.    | 69     |
| 2015/16 | 2.    | 83     |
| 2016/17 | 1.    | 0170 1 |
| 2017/18 | 5.    | 52     |
| 2018/19 | 7.    | 22     |

### Weltcupsiege
Hartl errang im Weltcup 36 Podestplätze, davon 13 Siege:
| Datum            | Ort                       | Land       | Disziplin         |
| ---------------- | ------------------------- | ---------- | ----------------- |
| 13. Jänner 2013  | Deštné v Orlických horách | Tschechien | Slalom            |
| 15. Februar 2015 | Aigen im Mühlkreis        | Österreich | Riesenslalom      |
| 23. Jänner 2016  | Kleinlobming              | Österreich | Slalom            |
| 5. März 2016     | Nassfeld                  | Österreich | Super-G           |
| 6. März 2016     | Nassfeld                  | Österreich | Super-Kombination |
| 27. Jänner 2017  | Val d’Arly                | Frankreich | Slalom            |
| 28. Jänner 2017  | Val d’Arly                | Frankreich | Riesenslalom      |
| 17. Februar 2017 | Bad Leonfelden            | Österreich | Riesenslalom      |
| 24. Februar 2017 | Kleinlobming              | Österreich | Slalom            |
| 10. März 2017    | Nassfeld                  | Österreich | Slalom            |
| 11. März 2017    | Nassfeld                  | Österreich | Riesenslalom      |
| 9. März 2018     | Nassfeld                  | Österreich | Super-G           |
| 9. März 2018     | Nassfeld                  | Österreich | Super-Kombination |

### Juniorenweltmeisterschaften
- Deštné v Orlických horách 2008: 3. Super-G, 4. Slalom, 4. Kombination, 5. Riesenslalom
- Bischofsmais 2009: 1. Super-G, 1. Slalom, 1. Kombination, 2. Riesenslalom
- Gaal 2010: 3. Super-G, 3. Kombination, 4. Riesenslalom, 4. Slalom
- Lungötz 2011: 1. Super-G, 2. Riesenslalom, 2. Slalom, 2. Kombination

### Weitere Erfolge
- mehrere österreichische Staatsmeistertitel in verschiedenen Disziplinen